# Елеанор Паттерсон
Елеанор Паттерсон (22 травня 1996 , Leongathad ) — австралійська легкоатлетка, що спеціалізується на стрибках у висоту, чемпіонка світу.

## Кар'єра
| Рік                   | Змагання                     | Місце проведення         | Місце                 | Дисципліна            | Результат             | Примітки              |
| Представник Австралія | Представник Австралія        | Представник Австралія    | Представник Австралія | Представник Австралія | Представник Австралія | Представник Австралія |
| --------------------- | ---------------------------- | ------------------------ | --------------------- | --------------------- | --------------------- | --------------------- |
| 2013                  | Чемпіонат світу серед юнаків | Донецьк, Україна         | 1                     | стрибки у висоту      | 1.88 м                |                       |
| 2014                  | Ігри Співдружності           | Глазго, Велика Британія  | 1                     | стрибки у висоту      | 1.94 м                |                       |
| 2015                  | Чемпіонат світу              | Пекін, Китай             | 8                     | стрибки у висоту      | 1.92 м                |                       |
| 2016                  | Олімпійські ігри             | Ріо-де-Жанейро, Бразилія | 22 (кв.)              | стрибки у висоту      | 1.89 м                |                       |
| 2021                  | Олімпійські ігри             | Токіо, Японія            | 5                     | стрибки у висоту      | 1.96 м                |                       |
| 2022                  | Чемпіонат світу в приміщенні | Белград, Сербія          | 2                     | стрибки у висоту      | 2.00 м                | AIR                   |
| 2022                  | Чемпіонат світу              | Юджин, США               | 1                     | стрибки у висоту      | 2.02 м                | AR                    |